# Отаров, Борис Сергеевич
Отаров, Борис Сергеевич (10 апреля 1916, Тбилиси – 18 декабря 1991, Москва) – московский художник-нонконформист.

## Биография
Родился в армянской семье в Тбилиси. Детство провел в Грузии.
В 1926-1931 гг. жил вместе с родителями в Германии - отец работал в советском торгпредстве. В 1936 г. окончил среднюю школу в Москве. Хотел учиться живописи, но отец был категорически против. В 1936-1941 гг. учился на физическом факультете МГУ, окончил его накануне войны. 
В 1941 г. ушёл добровольцем на фронт, участвовал в боях под Сталинградом, в освобождении Украины, Молдавии, Болгарии, Югославии. Окончание войны встретил в Вене. Неоднократно был ранен, в 1943 г. контужен взрывной волной, выброшен из танка и засыпан землей.
До 1946 г. служил офицером в действующих частях Советской Армии. В 1946 г. начал работать в Московском энергетическом институте, был ассистентом зав. кафедры, затем — преподавателем. Приступил к написанию кандидатской диссертации. В 1950 г. начал заниматься живописью в различных художественных студиях, познакомился с крупными художниками: П. Кончаловским, А. Куприным, М. Сарьяном, П. Соколовым-Скалей, В. Вейсбергом, Р. Фальком, А. Фонвизиным и др. В 1952 г. ушёл из науки и полностью посвятил себя живописи. В 1960—1991 гг. работал художником-консультантом сначала в Заочном народном университете искусств, затем во Всесоюзной народной академии искусств..

## Творчество
Художественное творчество Отарова носит взрывной характер. Он был дерзким экспериментатором. Мир на полотнах художника предстает как бурный динамический процесс одновременного созидания и разрушения. Для его стилистики характерны взорванные контуры изображений, взаимопроницаемость объектов и цветоэлементов. Изображения деревьев, цветов, парусников, человеческих лиц, фруктов на его полотнах нередко напоминают изображения взрывов, вихрей, смерчей («Старые лодки», «Цветы на окне», «Вечерние тени», «В горах Армении», «Посвящение Джакометти с автопортретом» и др.).
Еще одно направление живописи художника – т.н. «знаковые портреты», посвящённые  людям разных культур, времен и народов. К ним относятся такие работы, как «Данте», «Леонардо», «Магеллан», «Старец. Посвящение Ф. Достоевскому», «Сталкер. Памяти А. Тарковского» и др..
Среди других известных работ: «Синее и черное. Конфликт» (1968), серия «Цирк» (1971), «Посвящение Грину» (1978), серия «Парусники» (1979-1981), «В Пскове» (1980), «Сети и бочки на берегу» (1980), из триптиха "Судак. II" (1982), «Женский портрет» (1983), серия "Цветы" (1985), «К хроникам Шекспира» (1985), «Букет на желтом столе» (1988), «Фиолетовые цветы» (1990), «Обнаженная с золотыми волосами» (1991). 
Работал  в технике акварели и пастели,  в основном гуашью на бумаге и картоне. Значительное место занимают работы, выполненные в смешанной технике с применением таких материалов, как металл, стекло, дерево, смола. 
Провёл 16 персональных выставок (в Москве и Таллине) и участвовал в  9 групповых (Москва, Женева,  Париж, Стокгольм). Первая персональная выставка художника состоялась в 1980 году (художнику тогда было за 60 лет) в Москве на Малой Грузинской улице, где выставлялись не признанные официальными властями художники. Отарова не приняли в Союз художников, несмотря на то, что рекомендацию ему давали три крупнейших академика – Сарьян, Куприн и Кончаловский.
Работы художника хранятся в галереях и собраниях Австрии, Англии, Армении,  Германии, России, США, Финляндии, Франции, Швеции, Эстонии, Японии и других стран. Основные работы  Отарова находятся в Цюрихе, в Галерее Нади Брыкиной - самой большой в Европе коллекции советских и русских художников - нонконформистов.   

## Награды
- Орден Красной Звезды
- Орден Отечественной войны II степени
- Медаль "За освобождение Одессы"
- Медаль "За освобождение Николаева"
- Медаль "За освобождение Херсона"
- Медаль "За Оборону Сталинграда"
- Медаль "За взятие Будапешта"
- Медаль "За взятие Вены"
- Медаль "За победу над Германией"

## Семья
- Отец Сергей Артемьевич Отаров (1886-1974) - инженер-химик.
- Мать Алиса Маруковна Константянц (1889–1932) – домашняя учительница русского языка.
- Супруги Галина Константиновна Зачесова (с 1947г.по 1955г.), Елена Григорьевна Отарова (с 1957 по 1974), Лидия Алексеевна Отарова (род.1948).
- Дочь Алиса Борисовна Отарова от первого брака (род.1950 г.)

## Цитата
«Я стремлюсь перейти к объемной, даже бесконечной картине. Если бы я был миллионером, то использовал бы все средства, вплоть до лазера, чтобы создать Лабиринт, идя через который, человек испытывал бы на себе воздействие цвета, света, форм… Чтобы Лабиринт был и отражением человека, и его обновлением. <…> Мой Лабиринт не безысходен, но выйти из него нельзя. Нельзя выйти из цепи обновления. Не безысходность, но бесконечность». — Борис Отаров

## Оценки
В современном экспериментальном искусстве рациональное начало часто берет верх над непосредственной интуицей. Это — не упрек, это — констатация факта, за которым стоит эпоха. Таково — время. Но можно идти на поводу у времени, и можно — взрывать его. Таким взрывником-созидателем был Ван Гог. Таков и Борис Отаров. Мир, созданный Отаровым, о р г а н и ч е н. Это — главное. Он — экспериментатор, и он же — художник-органик. Подчеркнем, экспериментальность и органичность редко гармонируют друг с другом — обычно между ними существует напряженное антиномическое отношение. Борис Отаров сумел снять это напряжение. Вот корни его удачи.— Юрий Линник